# Baculifera xylophila
Baculifera xylophila är en lavart som först beskrevs av Gustaf Malme och fick sitt nu gällande namn av Bernhard Marbach 2000. 
Baculifera xylophila ingår i släktet Baculifera och familjen Caliciaceae. Inga underarter finns listade i Catalogue of Life.